# Bereghinya Planitia
Bereghinya Planitia est une plaine de lave située sur la planète Vénus par 28,6° N et 23,6° E, au sud-ouest d'Ishtar Terra.

## Géographie et géologie
Bordée au nord par Fortuna Tessera, à l'ouest par Sedna Planitia, au sud par Eistla Regio et à l'est par Akhtamar Planitia et Bell Regio, Bereghinya Planitia est à peu près circulaire, avec 3 900 km de diamètre, et est caractérisée par l'abondance de ses « arachnoïdes, » variétés de coronae au relief peu marqué dont les fractures radiales s'étendent largement au-delà de la circonférence délimitée par les fractures circulaires.